# Sur la branche
Pour plus de détails, voir Fiche technique et Distribution.
Sur la branche est une comédie franco-belge réalisée par Marie Garel-Weiss et sortie en 2023.

## Synopsis
Mimi, une jeune avocate ayant une maladie psychiatrique tente de reprendre confiance en elle auprès d'un avocat radié du barreau en s'investissant dans la défense de Christophe.

## Fiche technique
Sauf indication contraire, les informations mentionnées dans cette section peuvent être confirmées par les bases de données cinématographiques IMDb et Allociné,  présentes dans la section « Liens externes ».
- Titre original : Sur la branche
- Réalisation : Marie Garel-Weiss
- Scénario : Marie Garel-Weiss, Ferdinand Berville, Salvatore Lista et Benoît Graffin
- Musique : Ferdinand Berville et Pierre Allio
- Décors : Mathieu Menut
- Costumes : Caroline Spieth
- Photographie : Jeanne Lapoirie
- Montage : Flora Volpelière
- Son : Fabrice Osinski, Guilhem Donzel, Pierre Bariaud et Samuel Aïchoun
- Production : Marie Masmonteil et Ulysse Payet
  - Producteur associé : Denis Carot
  - Coproducteur : André Logie et Gaëtan David
- Sociétés de production : Panache Producitons et Elzévir Films
- Sociétés de distribution : Pyramide Distribution
- Pays de production :  France et  Belgique
- Langue originale : français
- Format : couleur — 2,35:1
- Genre : Comédie
- Durée : 91 minutes
- Dates de sortie :
  - France : 26 juillet 2023

## Distribution
Sauf indication contraire ou complémentaire, les informations mentionnées dans cette section proviennent du générique de fin de l'œuvre audiovisuelle présentée ici.
- Daphné Patakia : Mimi
- Benoît Poelvoorde : Paul
- Agnès Jaoui : Claire Bloch
- Raphaël Quenard : Christophe
- Jeanne Rosa et Julie Moulier : les sœurs Joubert
- François Rollin : Claude, le père de Mimi
- Florence Muller : Claudine, la mère de Mimi
- Maud Wyler : Marine Dupré
- Evelyne Buyle : Marguerite Dupré

## Tournage
Le tournage a lieu en Bretagne (Saint-Malo, Dinard, Rennes) et à Paris d'avril à mai 2022.